# Fiddler’s Green (рок-группа)
Fiddler’s Green — немецкая фолк-рок группа (Эрланген, Германия). Работает в стиле, который они сами называют Irish Independent Speed Folk — причудливой смеси рок- и панк-рок музыки и традиционных народных ирландских мелодий (Celtic Folk).

## История группы

### Ранее творчество
Основатели группы Питер Пэтос, Ральф «Альби» Альберс и Райнер Шульц уже собрали музыкальный опыт в различных группах в период с 1980 по 1990 год, в том числе в Irish Duo и трио X-Rated (барабанщик трио Вольфрам Келлнер позже присоединился к Fiddler’s Green и играл с группой с 1995 по 2000 год. В 2001 году он перешел в группу J.B.O).
В ноябре 1990 года группа появилась на фестивале новичков Erlanger Newcomer-Festival в Эрлангене и сразу заняла второе место.
В 1991 году группа добавила новых участников: Стефана Клуга (аккордеон, боуран) и Тобиаса Ремпе (скрипка). Их первый альбом, Fiddler’s Green, вышел в следующем году под лейблом «Deaf Shepherd Recordings». В 1993 году альбом Black Sheep принес группе все больше признания за пределами своего родного региона Франконии.
В 1995 году группа обрела нового скрипача и барабанщика и выпустила альбом «King Shepherd», ещё раз на своем собственном лейбле. Он достиг № 103 в немецких чартах альбомов. EP Make Your Your Mind (1996) и четвёртый альбом On and On (1997) были выпущены на лейбле Polydor/Universal. «On and On» достиг № 61 в немецких чартах альбомов.
Перед записью альбома Spin Around в 1998 году вся группа отправилась в Лос-Анджелес, чтобы получить много новых впечатлений. Благодаря этому альбом «Another Sky» (2000) достиг № 2 в топ-50 альбомов немецких интернет-чартов.
В 2000 году к группе присоединился скрипач Тобиас Хайндл, а в следующем году — барабанщик Фрэнк Джус (ранее участник «The Merlons»). В новом составе Fiddler’s Green выпустили свой долгожданный первый DVD: Celebrate!, чтобы отметить 1000-й концерт группы. В дополнение к живым выступлениям на открытом воздухе в замке Hoheneck, DVD предлагает бонусные материалы, документирующие историю Fiddler’s Green. Группа отметила свой 15-летний юбилей вторым DVD, Jubilate!.

### «Новая эра»
30 апреля 2006 года Питер Пэтос отыграл свой последний концерт с Fiddler’s Green. Он покинул группу, чтобы реализовать другие музыкальные проекты. Для группы настала «новая эра», когда к ней присоединился певец и гитарист Патрик «Пэт» Прзивара (участник группы ORKX c 2001 года). Был впервые представлен публике 17 мая 2006 года на концерте в Каммерспиле в Ансбахе. «Drive Me Mad», первый альбом с новым коллективным составом, достиг № 74 в немецких чартах.
Значительный успех к Fiddler’s Green пришел после выхода альбома Winners & Boozers. Он достиг № 7 в немецких чартах и держался в этом положении целых пять недель.
В 2015 году по случаю 25-летия группа выпустила сборник 25 Blarney Roses, вмещающий в себя хиты и несколько новых треков. Достиг № 30 в немецких чартах.
Альбом Devil’s Dozen (2016) достиг № 22 в немецких чартах и продержался там одну неделю.

## Состав
- Ральф Альберс — вокал, акустическая гитара, бузуки, мандолина, банджо
- Патрик Прживара — вокал, электро- и акустическая гитара, бузуки, мандолина, банджо, ситар
- Тобиас Хейндл — скрипка, бэк-вокал
- Стефан Клюг — аккордеон, боуран
- Рейнер Шульц — бас-гитара
- Фрэнк Йосс — ударная установка, перкуссия

Создана в 1990 году. Неоднократно гастролировала в России, Ирландии и других странах Европы.

## Дискография

### Студийные альбомы
- 1992: Fiddler’s Green
- 1993: Black Sheep
- 1995: King Shepherd
- 1996: Make Up Your Mind
- 1997: On and On
- 1998: Spin Around
- 2000: Another Sky
- 2002: Folk Raider
- 2003: Nu Folk
- 2007: Drive Me Mad
- 2009: Sports Day at Killaloe
- 2011: Wall Of Folk
- 2013: Winners & Boozers
- 2016: Devil’s Dozen
- 2019: Heyday
- 2020: 3 Cheers for 30 Years
- 2022: Seven Holy Nights

### Live
- 1999: Stagebox
- 2005: Celebrate!
- 2010: Folk’s Not Dead

### DVDs
- 2005: Celebrate!
- 2005: Jubilate!
- 2010: Folk’s Not Dead
- 2012: Acoustic Pub Crawl (unplugged)
- 2015: 25 Blarney Roses: Live from Cologne

### Клипы
- 2008: Bugger Off
- 2009: Highland Road (live)
- 2011: Victor And His Demons
- 2012: Yindy
- 2013: Life Full Of Pain — Live at Summer Breeze 2010 (live)
- 2013: The More The Merrier
- 2014: We Don’t Care
- 2015: Take Me Back
- 2015: A Night in Dublin (live)
- 2015: Solding Wife (live)
- 2015: A Bottle A Day (live)
- 2016: Down
- 2016: Perfect Gang
- 2016: Bottoms Up
- 2016: Bad Boys
- 2016: Boat On The River
- 2017: Mr. Tickle
- 2017: We Won’t Die Tonight (с материалами фильма «Сюрприз старины Неда»)
- 2017: Here We Go Again

### Концертные видео
- 2015: Live At Pinkpop 2015